# Станіслав Кміта (львівський каштелян)
Станіслав Кміта Собенський з Ліська (д/н — 1538) — державний та військовий діяч, урядник Королівства Польського.

## Життєпис
Походив з польського шляхетського роду Кміт гербу Шренява. Старший син Станіслава Кміти, воєводи руського, та Катажини Тарновської. Замолоду присвятив себе військовій справі. У 1511 році втратив батька. 1513 року розділив родинні маєтності з молодшим братом Пйотром, отримавши замок і місто Лісько з селами Угерці, Янківці, Лукавиця, Монастирець, Залуж, Вільшаниця, Солина, Райське, Мичківці, Гузелі, Хревт, Постолів.
Брав участь у обороні Волині та Поділля від татарських набігів, звитяживши у битві під Лопушним. Також був активним учасником Лівонської війни. Брав участь у битві під Оршею, де 1514 року війська гетьмана Острозького перемогли московитів. Брав участь у бойових діях до 1530 року. У 1530—1533 роках займався розбудовою центру своїх володінь — міста Ліська.
У 1531 році разом з братом отримав Бахівську спадщину, маєтності його бабусі Марти. У 1536 році призначається каштеляном львівським. 1537 року стає белзьким воєводою. Перебував на цій посаді до самої смерті, яка раптово настала 1538 року. Усі його маєтності успадкував брат Пйотр.